# دون لي (لاعب كرة قاعدة)
دون لي (بالإنجليزية: Don Lee)‏ هو لاعب كرة قاعدة أمريكي، ولد في 26 فبراير 1934 في غلوب في الولايات المتحدة.

## وصلات خارجية
- دون لي على موقعبيزبول رفرنس.كوم (الدوري الرئيسي) (الإنجليزية)
- دون لي على موقع مشجعي الرسوم البيانية (الإنجليزية)